# Муниципальное образование «Укыр»
Муниципа́льное образова́ние «Укы́р» — муниципальное образование со статусом сельского поселения в Боханском районе Иркутской области России. 
Административный центр — село Укыр. Включает 7 населённых пунктов.

## Население
| 2010  | 2011  | 2012  | 2013  | 2014  | 2015  | 2016  |
| ----- | ----- | ----- | ----- | ----- | ----- | ----- |
| 1333  | →1333 | ↗1336 | ↘1330 | ↘1321 | ↗1330 | ↘1322 |
| 2017  |       |       |       |       |       |       |
| →1322 |       |       |       |       |       |       |

## Состав сельского поселения
| № | Населённый пункт | Тип населённого пункта       | Население |
| - | ---------------- | ---------------------------- | --------- |
| 1 | Лаврентьевская   | деревня                      | ↘69       |
| 2 | Манькова         | деревня                      | ↗210      |
| 3 | Петрограновка    | деревня                      | ↗186      |
| 4 | Тачигир          | деревня                      | ↗63       |
| 5 | Укыр             | село, административный центр | ↗566      |
| 6 | Усть-Укыр        | деревня                      | ↘58       |
| 7 | Хоргелок         | деревня                      | ↘184      |